# Leymus paboanus
Leymus paboanus là một loài thực vật có hoa trong họ Hòa thảo. Loài này được (Claus) Pilg. mô tả khoa học đầu tiên năm 1947.